# 岐阜市立岐阜清流中学校
岐阜市立岐阜清流中学校（ぎふしりつ ぎふせいりゅうちゅうがっこう）は、岐阜県岐阜市早田にある公立中学校。
長良川北岸に位置し、周囲には岐阜県立岐阜北高等学校、岐阜県立岐阜商業高等学校、岐阜市日光コミュニティセンター、忠節橋などがある。

## 概要
- 岐阜市の小学校区の区割り変更による中学校再編に伴い、岐阜市立伊奈波中学校（2012年3月31日廃校）の校区の一部と岐阜市立島中学校の校区の一部を校区として、2012年（平成24年）4月1日開校。
- 通学区域は、岐阜市立早田小学校、岐阜市立則武小学校の通学区域に該当する[1]。
- 敷地は、旧・岐阜市立明郷中学校（2012年3月31日廃校）の敷地であり、校舎もそのまま使用している。
- 旧・明郷中学校の校舎を使用していることもあり、明郷中学校を改称したと思われることもあるが、旧・明郷中学校の校区は現在の岐阜市立明郷小学校[2]であり、岐阜清流中学校は明郷中学校の後継校では無い。

## 進学前小学校
- 岐阜市立早田小学校
- 岐阜市立則武小学校[1]

## 交通機関
- 岐阜バス

市内ループ線、岐阜大学・病院線、加納島線、黒野線、忠節長良線、「北高前」バス停より徒歩5分。